# Idiochlora contracta
Idiochlora contracta är en fjärilsart som beskrevs av W. Warren 1896. Idiochlora contracta ingår i släktet Idiochlora och familjen mätare. Inga underarter finns listade i Catalogue of Life.